# Brian Huggett
Brian Huggett (* 18. November 1936; † 22. September 2024) war ein walisischer Profigolfer.
Er wurde 1951 Berufsgolfer und gewann 16 Turniere auf höchster europäischer Leistungsebene, davon zwei, die zur 1972 neu errichteten European Tour zählten. Im Jahr 1968 gewann Huggett die europäische Geldrangliste.
Nach Gründung der European Seniors Tour im Jahr 1992 gewann er zehn Turniere dieser Serie für Profigolfer über 50, darunter ein Senior Major, die Senior British Open 1998. Nach der Saison 2001 zog er sich vom professionellen Turniergolf zurück.
Im Ryder Cup war Huggett von 1963 bis 1975 sechsmal in Folge in der Mannschaft von Großbritannien & Irland vertreten und 1977 war er Kapitän (non-playing captain) des Teams. Neunmal spielte er für Wales im World Cup.
Brian Huggett war ab 1961 mit Winnie verheiratet und hatte zwei Töchter. Sein Wohnsitz befand sich im englischen Ross-on-Wye. Er arbeitete erfolgreich als Golfplatzdesigner unter seinem Markenzeichen Brian Huggett Design.

## European Tour Siege
- 1962 Dutch Open
- 1963 Cox Moore (Sweaters), German Open
- 1967 PGA Close Championship, Martini Club (geteilt)
- 1968 News of The World PGA Match Play Championship, Sumrie Clothes, Martini International Club
- 1969 Bowmaker (geteilt), Daks Tournament
- 1970 Algarve Open, Carrolls International, Dunlop Masters
- 1971 Daks Golf Tournament
- 1974 Portuguese Open
- 1978 B.A./Avis Open

Anmerkung: die offizielle Bezeichnung „European Tour“ gibt es erst seit 1972

## European Seniors Tour Siege
- 1992 Gary Player Anvil Senior Class, Northern Electric Seniors
- 1993 Northern Electric Seniors, Forte PGA Seniors Championship
- 1994 La Manga Spanish Seniors Open
- 1995 Windsor Senior Masters, Shell Scottish Seniors Open
- 1998 Schroder Senior Masters, Senior British Open
- 2000 Beko Classic

Senior Majors fett gedruckt.

## Andere Turniersiege
- 1962 Singapore International
- 1972 Sumrie Clothes Better-Ball (mit Malcolm Gregson)
- 1978 Welsh Professional Championship

## Teilnahmen an Teambewerben
- Ryder Cup (für GB & Irland): 1963, 1967, 1969, 1971, 1973 und 1975 sowie 1977 (non-playing captain)
- World Cup (für Wales): 1963, 1964, 1965, 1968, 1969, 1970, 1971, 1976, 1979
- Hennessy Cognac Cup: 1974 (Sieger), 1978 (Sieger)
- Double Diamond: 1971–77

Senior
- Praia D'el Rey European Cup: 1998